# متلازمة أونر تان
متلازمة أونر تان أو متلازمة أونرتان أو UTS هي متلازمة اقترحها عالم الأحياء التطوري التركي أونر تان. وفقًا لما قاله تان، فإن الأشخاص المصابين بهذه المتلازمة يمشون بحركة رباعية ويصابون بالكلام «البدائي» والتخلف العقلي الشديد. افترض تان أن هذا مثال على «التطور العكسي». ظهرت المتلازمة المقترحة في الفيلم الوثائقي لبي بي سي 2 لعام 2006 بعنوان العائلة التي تمشي علي أربع.

## تاريخ
كانت عائلة أولس المكونة من تسعة عشر من المناطق الريفية في جنوب تركيا هي المثال الرئيسي للمتلازمة المقترحة. وصف تان خمسة أعضاء بأنهم يسيرون مع مشية رباعية باستخدام أقدامهم ونخيل أيديهم. عند الرضع، حيث تكون هذه المرحلة نادرة ولكنها تمر بمرحلة طبيعية قبل وأحيانًا بعد المشي علي القدمين، تسمى هذه المشية «زحف الدب». كما يعاني أفراد الأسرة المتأثرين من تخلف عقلي شديد ويؤثر علي كلامهم. اقترح تان أن تكون هذه أعراض لمتلازمة أنر تان.
في يناير 2008، تحدث تان عن عائلة أخرى (أربعة ذكور واناثان) تقع في جنوب تركيا.
توصف أربع حالات أخرى غير ذات صلة في الأسر على أنها تحتوي على درجات مختلفة من متلازمة أونر تان. قد يتأثر الذكور أكثر من الإناث. كما تم ادعاء أن بعض الأفراد ليسوا علي دراية بالزمن، ويفتقرون إلى اللغة، ولديهم تأخر عقلي شديد بدون تجربة واعية، ويتواصلون باستخدام الأصوات. لا يستطيع اثنان من الرجال الوقوف، بينما في حالات أخرى، يمكنهم الوقوف لكنهم لا يستطيعون اتخاذ خطوة وهم واقفون. الحالات الأقل حدة تستخدم المشي علي الأصابع، وهي مرحلة طبيعية في نمو مشية الطفل.

## علم الوراثة
تم ربط متلازمة أونر تان بالزواج والتكاثر داخل الأسر، مما يشير إلى أنه اضطراب وراثي جسدي متنحي. السمة الرئيسية لهذه المتلازمة هي الرباعية المعتادة، وهذا يعني أنه يمكنهم الوقوف بشكل مستقيم وحتي يحاولون التحرك، ثم يمشون على أيديهم وركبهم. وفقا لتان، قد يتم وضع المتلازمة في فئتها الخاصة تحت أنواع الرنح المخيخي. هذا يعني ببساطة أنه نوع من الاضطرابات التي تنطوي على التهاب المخيخ، مما يؤدي إلى عدم السيطرة على الحركات الطوعية. تندرج متلازمة أونر تان في هذه الفئة لأنها لها أعراض مشابهة لاضطرابات ترنح المخيخ الأخرى مثل متلازمة اختلال التوازن (DES-H) ومتلازمة كايمان. وتشمل هذه الأعراض عسر التلفظ، الرأرأة، ونقص التنسج من المخيخ ودودة.
اكتشف عالم الوراثة البشرية تيفون أوزسيليك تماثل الزيجوت في منطقة على الكروموسوم 9p24 في متلازمة أنر تان. يقع جين مستقبل البروتين الدهني منخفض الكثافة (VLDLR) في هذه المنطقة، والتي تشارك في هجرة الخلايا العصبية داخل الدماغ. وجد أوزسيليك طفرات في جين VLDRL في الأفراد المصابين، واقترح أن هذه الطفرات المحددة قد تؤدي إلى نقص VLDRL أثناء نمو الدماغ. قد يؤثر ذلك على التكوين السليم للهياكل الدماغية الحرجة للمشي في وضع مستقيم، مما يؤدي إلى تحرك رباعي. جينات أخرى قد تشارك أيضا في الرباعية المعتادة. على سبيل المثال، في بعض العائلات المتأثرة، كان الكروموسوم 17p13 متورطًا، بينما في العائلات الأخرى 17p13 و 9 p24 لم يكن له تأثير. هذا يشير إلى أن المتلازمة غير متجانسة وراثيا.
اتبع الباحثون مقاربة مختلفة لعزل الجين الذي يسبب هذه المتلازمة من خلال مقارنة الأنساب لجميع العائلات التي تم الإبلاغ عنها. يظهر نوعان من متلازمة أونر تان، نوع متلازمة أونر تان من النوع الأول والنوع الثاني يظهرون عدم تجانس جيني. في اثنين من العائلات الأولى (عائلات أنتيب وكاناكايل) كان جين VLDLR في الكروموسوم 9p24. هذه هي العائلة الوحيدة حتى الآن التي تظهرعن التجانس الجيني. من الممكن أن تؤدي الطفرات المتباينة في جين VLDLR إلى النمط الظاهري نفسه نتيجة لعدم التجانس الأليلي. في عائلة الإسكندرونة، تم عزل جين مختلف، WDR81 على كروموسوم 17p13.1-13.3. وكان CA8 معزول عن كروموسوم 8Q بالأسرة العراقية. في آخر عائلة تمت دراستها (عائلة أدانا)، لم يكن الباحثون قادرين على عزل أي جين، فقط موضع على كروموسوم 13q. أدت هذه العزلة إلى التوريط لمزيد من الجينات كأسباب للرباعية. حقيقة أن الكروموسوم 9p24 لم يكن له أي تأثير على بعض العائلات يشير إلى عدم التجانس الجيني للمتلازمة.
هناك طريقة أخرى لتأسيس علم الأنساب وهي مقارنة متلازمة أونر تان بمتلازمات مماثلة مثل متلازمة عدم التوازن ومتلازمة جوبيرت. يبدو أن متلازمة أونر تان مختلفة وراثياً عن DES في أنه يمكن ربط DES بجين واحد، VLDLR ، الموجود في الكروموسوم 9p24. بالمقارنة مع DES ، أظهرت متلازمة جوبرت روابط لسبعة طفرات جينية. كما هو الحال مع جميع الأمراض تقريبًا، تظهر المتلازمات الثلاثة مقارنة عدم التجانس الأليلي.
عزل الباحثون مؤخرًا طفرة TUBB2B متنحية في إحدى العائلات التي تم تشخيص إصابتهم بـمتلازمة أونر تان. هذا يجعل TUBB2B الجين الخامس بعد VLDLR و WDR81 و CA8 و ATP8A2 ، المرتبط بهذه المتلازمة. المرضى الذين يعانون من طفرات TUBB2B يشبهون ظاهريًا المرضى الذين يعانون من طفرات VLDLR و WDR81 و ATP8A2. اقترح الباحثون إعادة تصنيف مبدئي لـمتلازمة أونر تان إلى ثلاثة أنواع بناءً على كيفية تقديمهم لنفسهم سريريًا. وهم ينسبون النوع الأول (يشار إليه باسم متلازمة أونر تان التنموية) على الطفرات في TUBB2B و VLDLR. النوع الثاني (متلازمة أونر تان التنكسية) يرتبط بـ ATP8A2 و WDR81 بينما النوع الثالث (متلازمة أونر تان بدون تشوهات دماغية) يورط CA8.
إن مشكلة تحديد الطفرة المحددة التي تؤدي إلى متلازمة أونر تان هي حقيقة أن الطفرات المختلفة في جين واحد يمكن أن تؤدي إلى مجموعة واسعة من الأنماط الظاهرية. في جين VLDLR ، قد تكون الطفرات المماثلة مسؤولة عن أنواع مختلفة من ترنح الدماغ المخي الذي يؤثر على الحركة الصحيحة في البشر.

## النقد
جادل عالم الأعصاب وعلم النفس التطوري روجر كينز، والعالم النفسي نيكولاس همفري والعالم الطبي جون سكويلز، بأن مشية هؤلاء الأفراد ترجع إلى ظاهرتين نادرتين لا تندمجان معًا. أولاً، بدلاً من الزحف كرضع البداية على ركبهم، بدأوا في تعلم التنقل ب «زحف الدب» على أقدامهم. ثانياً، بسبب ضعفهم الخلقي في الدماغ، وجدوا صعوبة في التوازن على قدمين. وبسبب هذا، تم توجيه نموهم الحركي إلى تحويل زحف الدب الخاصة بهم إلى بديل عن الحركة الثنائية.